# Tipula (Yamatotipula) patagiata
Tipula (Yamatotipula) patagiata is een tweevleugelige uit de familie langpootmuggen (Tipulidae). De soort komt voor in het Palearctisch gebied.